# فيكتورينو دي لا بلازا
فيكتورينو دي لا بلازا (بالإسبانية: Victorino de la Plaza)‏ (و. 1840 – 1919 م) هو محام، ودبلوماسي، وسياسي، وعالم اقتصاد من الأرجنتين ولد في سالتا.

## التعليم
تعلم في جامعة بوينس آيرس.

## روابط خارجية
- فيكتورينو دي لا بلازا على موقع الموسوعة البريطانية (الإنجليزية)